# Гліна (комуна)
Гліна (рум. Glina) — комуна у повіті Ілфов в Румунії. До складу комуни входять такі села (дані про населення за 2002 рік):
- Гліна (4409 осіб) — адміністративний центр комуни
- Кецелу (2497 осіб)
- Манолаке (241 особа)

Комуна розташована на відстані 13 км на південний схід від Бухареста, 149 км на південь від Брашова.

## Населення
За даними перепису населення 2002 року у комуні проживали 7147 осіб.
Національний склад населення комуни:
| Національність | Кількість осіб | Відсоток |
| -------------- | -------------- | -------- |
| румуни         | 5921           | 82,8%    |
| цигани         | 1222           | 17,1%    |
| угорці         | 2              | < 0,1%   |
| болгари        | 2              | < 0,1%   |

Рідною мовою назвали:
| Мова      | Кількість осіб | Відсоток |
| --------- | -------------- | -------- |
| румунська | 6382           | 89,3%    |
| циганська | 762            | 10,7%    |
| угорська  | 3              | < 0,1%   |

Склад населення комуни за віросповіданням:
| Релігія            | Кількість осіб | Відсоток |
| ------------------ | -------------- | -------- |
| православні        | 6982           | 97,7%    |
| п'ятдесятники      | 83             | 1,2%     |
| баптисти           | 44             | 0,6%     |
| римо-католики      | 20             | 0,3%     |
| адвентисти         | 9              | 0,1%     |
| бретрени           | 1              | < 0,1%   |
| лютерани           | 1              | < 0,1%   |
| не вказали релігію | 1              | < 0,1%   |